# 師弟出馬
《師弟出馬》是成龍自編自導自演的電影，於1980年上映。
該片是成龍加盟嘉禾公司的首作，也是香港電影史上第一部票房超過千萬的電影。

## 劇情簡介
正風武館和威義武館於永寧鎮的採青大會上角逐冠軍，但在比賽前正風武館的大師兄受傷，由師弟阿龍 (成龍 飾) 頂上，正常比賽途中，阿龍瞥見在威義武館的獅頭內是大師兄，最後由威義武館勝出，龍知當中是有原委的，雖無揭發，仍被師父得知並逐大師兄出師門，之後大師兄被利用而走上歧途；師父亦後悔當日決定，遂派龍尋回大師兄...

## 演員表
| 演 員  | 角 色  | 備 註                  |
| 成龍   | 阿龍   | 正風武館田師傅的徒弟   |
| 韋白   | 大師兄 | 正風武館田師父的大徒弟 |
| 田豐   | 田師父 | 正風武館館主           |
| 石堅   | 鐵捕頭 | 五省捕頭               |
| 元彪   | 四哥   | 五省捕頭之子           |
| 李麗麗 | 秀姐   | 五省捕頭之女           |
| 太保   | 未具名 | 田師父徒弟             |
| 黃仁植 | 金腳帶 | 劫犯頭子               |
| 馮克安 |        | 金腳帶手下             |
| 李海生 |        | 金腳帶手下             |
| 樊梅生 | 阿標   | 威義堂館主             |

## 獎項
| 頒獎典禮     | 獎項     | 名單   | 結果 |
| ------------ | -------- | ------ | ---- |
| 第17屆金馬獎 | 最佳剪輯 | 張耀宗 | 提名 |

## 外部連結
- 香港影庫上《師弟出馬》的資料（繁體中文）
- 開眼電影網上《師弟出馬》的資料（繁體中文）
- 时光网上《師弟出馬》的資料（简体中文）
- 豆瓣电影上《師弟出馬》的資料 （简体中文）
- 爛番茄上《師弟出馬》的資料（英文）
- AllMovie上《師弟出馬》的资料（英文）
- 互联网电影数据库（IMDb）上《師弟出馬》的资料（英文）